# Širaišidžima
Širaišidžima (japonsky 白石島) je japonský ostrov ležící ve Vnitřním moři mezi ostrovy Honšú a Šikoku. Ostrov leží jižně od města Kasaoka, v prefektuře Okajama. Je jedním ze šesti obydlených ostrovů Kasaoka.
Plocha ostrova je 2,86 km². Nadmořská výška nejvyššího bodu je 169 m.
Na ostrově žije celoročně přibližně 750 obyvatel. Většina mužů pracuje jako rybáři, ženy pěstují zeleninu. Na ostrově je několik automobilů. Po většině ulic se chodí pouze pěšky. Na ostrově je mateřská školka, základní a střední školy, pošta.
Širaišidžima je v létě vyhledávaným turistickým cílem domácími i zahraničními turisty. Na ostrově jsou písečné pláže, podél kterých jsou postaveny hostince. Na ostrově je přírodní památka: 10 vysoká aplitová hladká skalní stěna Joroiiwa (鎧岩), chrám Kairjú-dži (開龍寺).